# Testudo graeca buxtoni
Sous-espèce
Synonymes
- Testudo perses Perälä, 2002

Testudo graeca buxtoni est une sous-espèce de tortues de la famille des Testudinidae.

## Répartition
Elle se rencontre en Azerbaïdjan, en Iran, en Irak et en Turquie.

## Publication originale
- Boulenger, 1921 : Description of a new land tortoise from northern Persia. Journal of the Bombay Natural History Society, vol. 27, p. 251–252 (texte intégral).